# ذا واير (مسلسل)
ذا واير (بالإنجليزية: The Wire)‏ هو مسلسل تلفزيوني أمريكي درامي عن الجريمة من إنتاج المسلسل شبكة HBO تم إنشاؤه وكتابته بواسطة مراسل الشرطة السابق المؤلف ديفيد سايمون، تدور أحداث المسلسل عن صراع بين الشرطة المحلية لمدينة بالتيمور ومنظمة مختصة في تهريب وترويج المخدرات، وفي كل موسم يتم التركيز على جانب مختلف من هذا الصراع، بدأ عرض المسلسل لأول مرة في 2 يونيو 2002 وانتهى في 9 مارس 2008، مكون من 60 حلقة موزعة على خمسة مواسم.

## القصة
تدور أحداث المسلسل في مدينة بالتيمور الأمريكية والتي يسكنها غالبا المواطنون السود من الطبقة العاملة. وفي كل موسم من مواسم المسلسل تم التركيز حول نقاط معينة مهمة في المدينة مثل العصابات وطريقة الانضمام والميناء وكيفية الاستيراد والتصدير والانتخابات للترشيحات البلدية بالمدينة وطرق التعليم وتأثير الإعلام المحلي على صناعة كل تلك القرارات الصغيرة والكبيرة.

### المواسم
| الموسم | الحلقات | الحلقات | تاريخ البث الأصلي | تاريخ البث الأصلي | التقييم حسب ميتاكريتيك |
| الموسم | الحلقات | الحلقات | البث لأول مرة     | آخر بث            | التقييم حسب ميتاكريتيك |
| ------ | ------- | ------- | ----------------- | ----------------- | ---------------------- |
| 1      | 13      | 13      | 2 يونيو 2002      | 8 سبتمبر 2002     | 79                     |
| 2      | 12      | 12      | 1 يونيو 2003      | 24 أغسطس 2003     | 95                     |
| 3      | 12      | 12      | 19 سبتمبر 2004    | 19 ديسمبر 2004    | 98                     |
| 4      | 13      | 13      | 10 سبتمبر 2006    | 10 ديسمبر 2006    | 98                     |
| 5      | 10      | 10      | 6 يناير 2008      | 9 مارس 2008       | 89                     |

## روابط خارجية
- ذا واير على موقع IMDb (الإنجليزية)
- ذا واير على موقع ميتاكريتيك (الإنجليزية)
- ذا واير على موقع الموسوعة البريطانية (الإنجليزية)
- ذا واير على موقع روتن توميتوز (الإنجليزية)
- ذا واير على موقع فيلمافينيتي (الإسبانية)
- ذا واير على موقع كينوبويسك (الروسية)
- ذا واير على موقع ألو سيني (الفرنسية)
- ذا واير على موقع قاعدة بيانات الفيلم (الإنجليزية)